# 에어소프트검
에어소프트검(일본어: エアーソフト剣)은 스포츠 찬바라를 수련할 때 사용하는 도구이다. 우리나라에서는 보통 줄임말로 에어검(일본어: エアー剣)이라고 부른다.

## 특징
일본의 타나베 테츤도에 의해 칼싸움 놀이를 "안전, 평등, 자유"라는 주제로 현대적인 스포츠로 발전시킨 스포츠 찬바라를 수련하기 위해 사용되는 장비이다. 고무튜브에 공기를 넣어 칼 형태로 만들었기에 타격시 안정성을 극대화했다. 따라서, 검도와 다르게 안면보호장구인 호면만 착용하고 수련이 가능하다.

## 구성
고무튜브의 형태로 된 칼부분과, 플라스틱과 고무로 된 손잡이 부분, 공기를 넣을 수 있는 마개부분으로 구성되어있다. 마개부분을 열고 공기펌프를 이용하여 에어소프트검 내부에 공기를 채워서 사용한다. 에어소프트검의 종류는 길이와 형태에 따라서 단도, 소태도, 장검, 지팡이, 봉, 창 등이 있다. 우리나라에서는 주로 검 형태인 소태도와 장검을 이용한 수련을 많이 한다.

## 주의사항
공기를 채운 고무튜브 형태로 안전성을 보장한다. 따라서, 스포츠 찬바라의 철학대로 남녀노소가 함께 수련이 가능하다. 

천연 고무소재이기 때문에 고무튜브 부분에 과도한 충격이 가해질 경우 터짐, 찢어짐과 같은 손상이 발생 할 수 있다. 사용시에는 90%정도의 공기만 채워 터지는 것을 방지해야 하며, 보관시에는 10%~20%의 공기를 남겨둬 고무끼리 들러붙는 일이 생기지 않도록 해야한다. 

국제스포츠찬바라협회에서는 과거 원통의 심에 스폰지를 감싼 "스폰지칼"을 사용하였었는데 수련 중 손가락을 다치는 사고가 잦았고, 스폰지칼의 심이 눈을 찌르는 대형사고가 발생한 적이 있어 현재의 에어소프트검을 개발하게 되었다. 스포츠 찬바라 수련시 에어소프트검 이외의 도구의 사용은 금지된다.

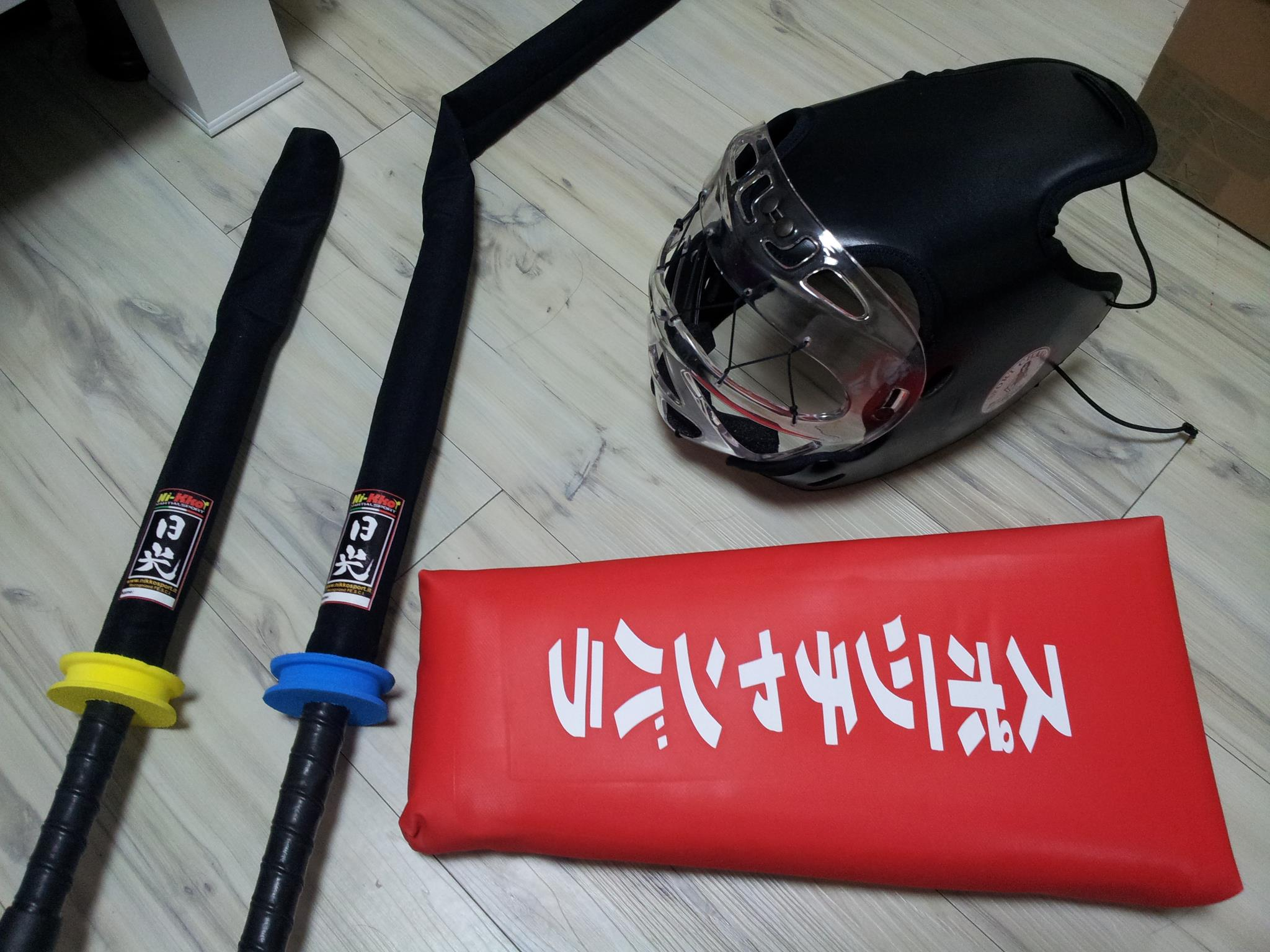
이탈리아산 장비들
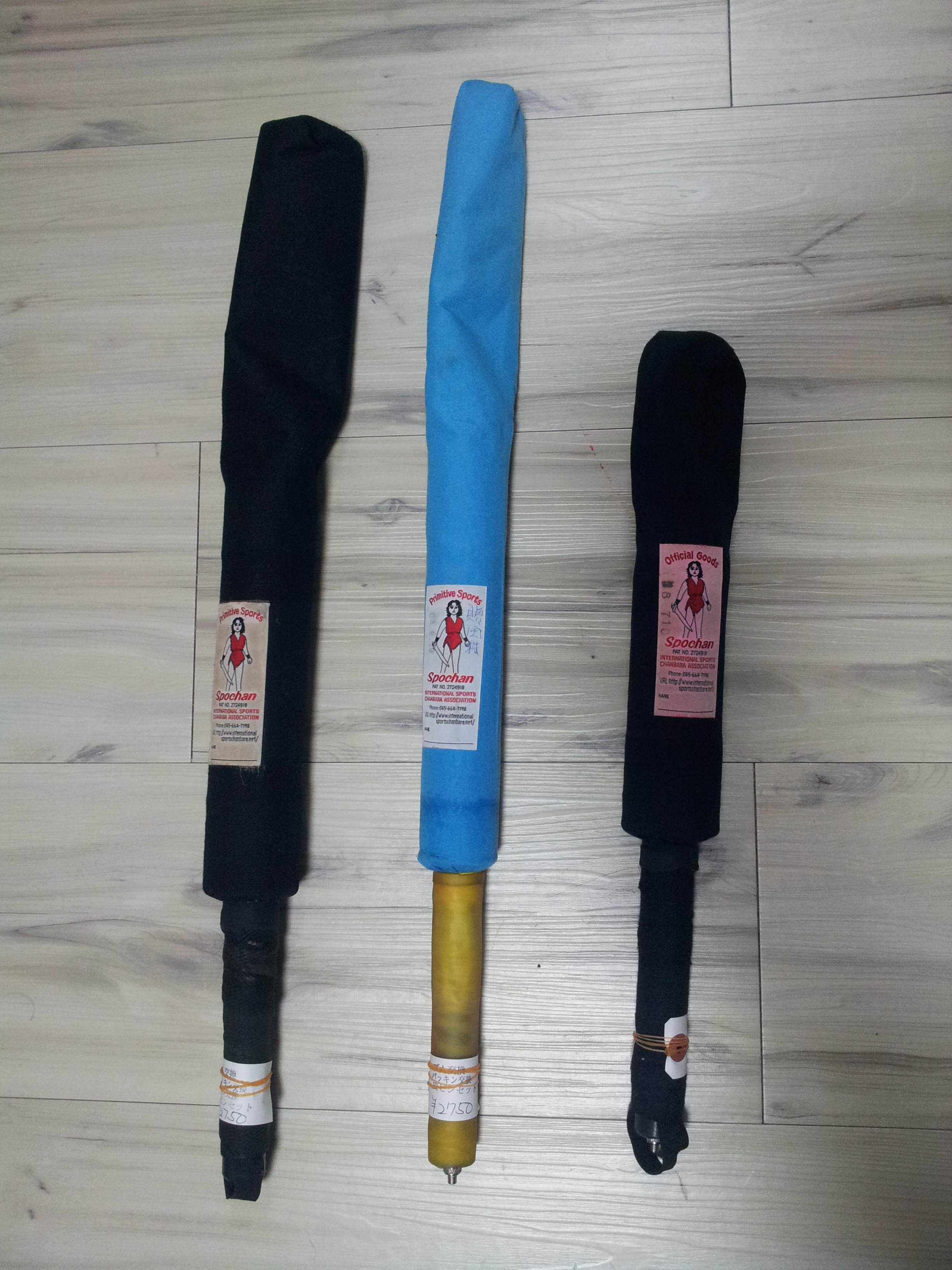
일본제 소태도와 단도

## 같이 보기
- 라이브 액션 롤플레잉 게임

## 참고 문헌
- (일본어) 스포츠 찬바라 공식 홈페이지
- (이탈리아어) 이탈리아스포츠찬바라협회 홈페이지 보관됨 2020-01-07 - 웨이백 머신
- 대한스포츠찬바라협회